# Суджа (река)
Су́джа (Судьжа, Суржа) — река в Курской области России, правый приток реки Псёл. Протекает по территории Большесолдатского и Суджанского районов.

## География
Река Суджа на значительном протяжении протекает по заболоченной местности с большим количеством озёр-стариц.
На реке Судже расположен районный центр — город Суджа и другие поселения.

## История и гидроним
Река Суджа упоминается в описании польских дорог 1584—1598 годов и в летописях XVI века.
Археологические данные показывают, что в этих местах в VII веке выпадают вещевые клады, которые входят в группу днепровских раннесредневековых кладов или «древностей антов». Возможно, на Нижней Судже в VII веке располагался один из центров власти днепровского союза племён. С VIII века в этих местах обитали славяне племенного союза северян, имевшие городища у нынешнего села Горналь в виде городских укреплений и нескольких селений по территории современного Суджанского района. На этой территории находились поселения половцев, союзные русским князьям.
Название реки сопоставляется с древнеиндийским śudhyati «становится чистым», śuddhá «чистый».
Предположительно название произошло от тюркских слов «су» — вода и «джа» — место, то есть водянистое место. Однако в первой половине XX века суджанский историк и краевед А. И. Дмитрюков указывал, что слово «Суджа» чаще упоминается в форме «Суржа», что в великорусском языке обозначает хлебную смесь, ржаного и пшеничного помола. Отсюда можно предположить, что «Суджа» означает смесь многих людей, пришедших из разных мест.

## Суджа и её притоки
Длина составляет 63 км, площадь водосбора — 1102 км². Питание преимущественно снеговое. Замерзает в декабре, вскрывается в конце марта — начале апреля. Пойма реки местами сильно заболочена, особенно в нижнем течении.
Притоки: Скородная — 22 км, Воробжа — 28 км, Ивница — 23 км, Локня — 26 км, Малая Локня — 24 км, Смердица — 17 км, Ржава — 9 км, Олешня — 12 км, Конопелька — 16 км.

## Флора и фауна
Животный мир природных сообществ по берегам Суджи представлен зайцами, лисицами. Большое разнообразие птиц: дикая утка, серая цапля, некоторые виды куликов. Многочисленные луга. Разнообразен травяной покров.
В реке Судже повсеместно встречаются щука, плотва, голавль, язь, окунь, елец, линь, красноперка, пескарь, горчак, лещ, уклейка, сазан, голец, карась — золотой и серебряный, вьюн, попадаются судак, шиповка, верховка, жерех. Некоторые виды рыб, встречающихся в Судже, занесены в Красную книгу: это — быстрянка и бычок-песочник.